# Синалоа (штат)
Синало́а (исп. Sinaloa; испанское произношение: [sinaˈloa]), полное официальное название Свобо́дный и Сувере́нный Штат Синало́а (исп. Estado Libre y Soberano de Sinaloa) — штат Мексики. Административный центр штата — город Кульякан. Расположен в северо-западной части страны. По данным 2010 года численность населения штата составляет 2 767 761 жителя (15-е место). Площадь штата составляет 58 092 км² (17-е место).

## Этимология
Топоним происходит из языка каита и означает «круглая питайя» (разновидность кактуса): sina — «питайя», lobola — «круглый».

## География и климат
Штат Синалоа на севере граничит со штатом Сонора, на северо-востоке — с Чиуауа, на востоке — с Дуранго, и на юге — с Наяритом. В состав штата входят острова: Пальмито-Верде (Palmito Verde), Пальмито-де-ла-Вирхен (Palmito de la Virgen), Альтамура (Altamura), Санта-Мария (Santa María), Сальяка (Saliaca), Макапуле (Macapule) и Сан-Игнасио (San Ignacio). Длина береговой линии 656 км. Прибрежная равнина представляет собой узкую полосу земли, которая простирается вдоль штата и лежит между океаном и предгорьями хребта Западная Сьерра Мадре (Sierra Madre Occidental), который доминирует в восточной части штата. Синалоа пересекает множество рек, которые прорезают широкие долины в предгорьях. Самые крупные из них: Фуэрте (Río Fuerte), Синалоа (Río Sinaloa), Мокорито (Río Mocorito), Умайя (Río Humaya), Тамасула (Río Tamazula), (обе последние формируют Кульякан (Río Culiacán), Элота (Río Elota), Балуарте (Río Baluarte), Келите (Río Quelite), Сан-Лоренсо (Río San Lorenzo), Пресидио (Río Presidio), Пиастла (Río Piaxtla) и Лас-Каньяс (Río Las Cañas). Климат в штате тёплый, субтропический, умеренно-тёплый в долинах и умеренно-холодный в предгорьях. В горах отмечается поясность. На побережье — теплее. Средние температуры лета на побережье +22 °С, в горах +17 °С. Зимние температуры, соответственно, +18 °С и +10 °С. Летом температура может достигать +43 °С. Среднее количество осадков выпадает на побережье 800 мм, в горах — 400 мм.

## История

### Доиспанское время
Уже около 12 000 лет назад на территории современного штата Синалоа жило значительное число населения — групп кочевников охотников и собирателей. Этническое разнообразие на данной территории сохранялось даже во время испанского вторжения и завоевания. С переходом к оседлому образу жизни, на данной территории началось строительство деревень местных племён, остатки которых датируются 700—400 до н. э. До прихода испанцев индейцы Синалоа не подчинялись ни ацтекам, ни тараскам. Здесь обитали такие группы, как каита (Cahítas), тоторамы (Totorames), пакашеи (Pacaxees), акашеи (Acaxees), шишимы (Xiximes). Индейцы проживали в основном по берегам рек и на побережье океана. Осталось несколько археологических объектов, расположенных, в основном, в муниципалитете Эскинапа, которые намерены быть спасены Национальным институтом по археологии и истории (INAH).

### Испанское время
В течение первой половины испанского колониального периода Синалоа принадлежал испанской провинции Нуэва Бискайя (Новая Бискайя) — части Новой Испании, которая занимала площадь 610 000 км² (сейчас это четыре штата). Из-за своего большого горнодобывающего потенциала Синалоа был весьма желанным для испанцев, которые стремились использовать его недра. Тем не менее, раннее сопротивление коренных народов оказалось камнем преткновения на пути реализации этих планов. В декабре 1529 года конкистадор Нуньо Бельтран де Гусман возглавил экспедицию из 300 испанцев и 10 000 индейских союзников (тлашкальцы, ацтеки и тараски) в прибрежные районы современного Синалоа. До прибытия в прибрежные районы армия Гусмана разорила Мичоакан, Халиско, Сакатекас и Наярит, провоцируя туземцев дать бой там, куда он приходил. В марте 1531 года его армия достигла того места, где располагается Кульякан, и сразилась с туземцами. Последние потерпели поражение и, как говорил историк Герхард, победители «приступили к порабощению стольких людей, сколько могли поймать».
Туземцы, столкнувшиеся с Гусманом, принадлежали к языковой группе каита (cáhita). Говорившие на восемнадцати близких диалектах, каита были наиболее многочисленной группой коренного населения и насчитывали 115 000 человек. Эти индейцы проживали на побережьях северо-западной Мексики и вдоль берегов таких рек, как Синалоа, Фуэрте, Майо и Йаки. Во время своего пребывания в Синалоа армия Гусмана поредела из-за эпидемии, от которой погибло большинство его индейских союзников. Наконец, в октябре 1531 года, после основания поселения Сан-Мигель-де-Кульякан на реке Сан-Лоренсо, Гусман вернулся на юг практически без туземцев. Считается, что около 130 000 человек погибли в долине Кульякан во время пандемии оспы в 1530—34 годов и чумы 1535—36 годов.
В 1533 году Диего де Гусман (племянник Нуньо де Гусмана) участвовал в кратком сражении с яки. Его войска разогнали индейцев, но как сказал историк: «его сердце охладело к дальнейшему завоеванию, и он не следил за исходом сражения. Он был очень впечатлён боеспособностью яки, которые выступили против него». Таким образом, небольшая провинция Кульякан осталась далёким испанским анклавом, отделённым от основных испанских владений враждебными территориями.
В 1562 году территория была включена в недавно созданную провинцию Новая Бискайя (вкл. территории современных штатов Сонора, Синалоа, Чиуауа и Дуранго). К XVII веку испанские власти организовали многие индейские поселения в энкомьенды. Хотя в этих хозяйствах индейцы должны были отработать по несколько недель в году, они часто работали на своих испанских хозяев намного дольше, а некоторые, видимо, стали имуществом испанских владений.
В 1599 году капитан Диего де Урдайде основал поселение Сан-Фелипе-и-Сантьяго — на месте современного города Синалоа. Отсюда он вёл энергичную военную кампанию, в ходе которой были замирены каита-говорящие индейцы на берегах реки Фуэрте — синалоа, теуэков, суакиев и аомов, которые насчитывали 20 000 человек.
Индейцы акашеи (acaxee) жили в деревнях ущелий и каньонов Западной Сьерра Мадре в восточной части Синалоа. Как только миссионеры-иезуиты начали работу среди этой группы туземного населения, то приказали индейцам подстричь волосы и одеться в одежду. Иезуиты также инициировали программу по переселению населения, для того, чтобы акашеи были сосредоточены в одной компактной области. В декабре 1601 года индейцы этого племени восстали под водительством старейшины по имени Перико. В течение нескольких недель Перико, который утверждал, что спустился с небес для спасения своего народа, и его люди нападали на испанцев в горных лагерях и на горных дорогах, убив пятьдесят человек. После провала переговоров Франсиско де Урдиньола привёл милицию испанцев, союзников тепеуанов и кончо в Сьерра Мадре. Подавление восстания было очень жестоким, отмеченное убийством сотен индейцев. Перико и 48 других восставших вождей были казнены, а другие повстанцы были проданы в рабство.
В первых декадах XVII века иезуиты крестили многие племена, жившие на территории современного Синалоа. В их числе были индейцы яки и майо. В 1733 году Синалоа и Сонора были выведены из состава провинции Новая Бискайя. Яки и майо мирно сосуществовали с испанцами в первой половине XVII века, однако плохой урожай 1739—40 годов привёл к нехватке продовольствия, хотя в предыдущие тучные годы склады монахов-иезуитов были полны зерна. В августе 1740 года испанцы, убив более 5 000 индейцев, подавили мятеж. Период колониальной истории в Синалоа является временем экономического эксперимента. Здесь сочетались горная добыча, сельское хозяйство и портовая торговля. Это происходило в сочетании со сложными условиями общения с колониальным центром неофициальной торговлей через порты Синалоа. В 1781 году была создана интенденсия Сонора, в состав которой вошёл Синалоа. Революция 1810 года в Синалоа пришла немного позже и нашла своё отражение в событиях в Росарио и Сан-Игнасио.

### Время независимости Мексики
В 1821 году, после достижения Мексикой независимости, провинция Сонора и Синалоа вошла в состав страны. В 1824 году, после принятия федеральной конституции эта территория была преобразована в штат со своей конституцией. В 1830 году федеральный Конгресс издал указ о разделении штата Сонора и Синалоа. 12 декабря 1831 года была провозглашена первая конституция штата Синалоа. Первым губернатором штата стал Агустин Мартинес де Кастро. Во время борьбы за власть между либералами — сторонниками федеративного устройства государства и консерваторами — сторонниками сильной президентской власти британские и американские войска пытались овладеть городом Масатлан для защиты интересов иностранцев в Мексике.
В 1858 году, во время Войны за Реформу, молодёжь взяла в руки оружие на севере Синалоа для поддержки либерального правительства, а элита штата поддерживала консерваторов.
В 1864 году, во время французской интервенции, армия захватчиков вошла в Масатлан. 22 декабря того же года генерал Антонио Росалес разгромил французскую армию в городе Сан-Педро.
В период президентства Порфирио Диаса, в так называемый период «порфириата», в штате произошли важные мероприятия по модернизации экономики. В сельском хозяйстве вводились новые товарные культуры, получило развитие рыболовство, модернизировались порты Синалоа. В промышленности начал делаться упор на добычу таких полезных ископаемых, как железо, свинец, медь, цинк. Однако большую часть преференций от экономических инноваций получали местные и иностранные корпорации, а большая часть народа — рабочие и крестьяне продолжали влачить полунищенское существование. Фермы и шахты по добычи золота и серебра утратили своё влияние.
Перекосы в экономике привели к политическому кризису. В 1910 году в Кульякане произошли первые столкновения Мексиканской революции. 3 сентября 1911 года были проведены первые выборы на революционном этапе в истории Синалоа. Во время революции Синалоа был временно оккупирован войсками повстанцев под командованием Панчо Вильи.

Хоакин Гусман Лоэра, глава наркокартеля Синалоа

5 февраля 1917 года была принята новая конституция штата. В соответствии с этой конституцией в 1929 году к власти пришла право-социалистическая Институционно-Революционная партия (PRI), которая монопольно правила на протяжении более 80 лет. В 1945 году были проведены масштабные работы по орошению засушливых земель. В 1980-е годы началось развитие туризма. В 2011 году впервые губернатором штата стал представитель оппозиционной консервативной партии Национального Действия (PAN). В первой декаде 2000-х недалеко от границы с США появилась большая проблема, связанная с наркомафией, которая активизировалась в этом районе.

## Административное деление

Административная карта Мексики.

Административная карта штата Синалоа

В административном отношении делится на 18 муниципалитетов:

## Экономика
Основная отрасль экономики сельское хозяйство (21 % в структуре ВВП), рыболовство, животноводство. Также развиты туризм (21 %) и торговля (19 %), а также промышленность (8 %). В сельском хозяйстве получили развитие производство томатов, фасоли, кукурузы, пшеницы, сорго, картофеля, сои, сахарного тростника и тыквы. В животноводческом секторе получили развитие разведение мясо-молочных пород крупного рогатого скота, производство сыра. Нелегально выращиваются конопля и опийный мак. Имеются предприятия пищевой, текстильной, автосборочной промышленности.

## Герб
Герб штата представляет собой овальный четырёхчастный щит с тёмно-красной каймой, на которой изображены человеческие следы, напоминающие о древних миграциях туземцев через территорию Синалоа, шипы кактуса питайи (намёк на происхождение названия штата) и надписи белыми буквами — Sinaloа и дата основания штата 1831. Щит, разделённый на четверти, представляет одни из крупнейших городов штата. Первая четверть представляет город Кульякан. На коричневом фоне показана зелёная стилизованная горная вершина, согнутая в соответствии с Месоамериканской иконографией. Это ацтекский иероглиф Кульякан, который буквально означает «Косая гора» (Cerro que se curva). Справа от холма синяя рука, держащая синюю же змею, украшенную семью звёздами. Эта змея является символом ацтекского бога войны Уицилопочтли (Huitzilopochtli) — бога-покровителя всей Мексики. Змея с семью звёздами Xiuhcoatl, или огненная змея (змея-молния), является орудием борьбы бога Colibrí Siniestro. Согласно ацтекской пиктографической рукописи «Кодекса Ботурини» (Tira de la Peregrinación — дословно «Полоса странствий»), ацтеки жили рядом с местом, называемым Colhuacan. В сохранившемся фрагменте говорится о том, как мешики (самоназвание ацтеков) тронулись в путь около 1116 года из мифического Ацтлана в долину Мехико. Они не шли прямой дорогой и время от времени делали остановки на несколько лет, а затем снова пускались в путь, и через сто с лишним лет поселились на холме Чамультепек. В конце 13 в. ацтеки попали в подчинение к жителям города Кулуакан, где был принесён в жертву ацтекский вождь Уицилиуитль («Чимальмашочитль» — «Водяной цветок с лепестками как щит») и её отец Уицилиуитль («Перо колибри») были захвачены врагами и приведены пред лицо Кошкоштли («Фазаний господин»") — правителя Кулуакана («Склонённая гора»). Извилистый путь мешиков сопровождается следами ног. Они не только указывают направление движения, но и свидетельствуют о присутствии невидимого бога. Таким образом, эти следы могут быть оставлены богом Уицилопочтли, сопровождавшим мешиков в их пути. Вторую четверть щита представляет город Эль Фуэрте. На красном поле изображена крепостная башня с фрагментом крепостной стены. Позади башни возвышается белое облако, над стеной — белый полумесяц рогами вниз и жёлтая полоса. Под изображением форта — три сломанные стрелы. Изображение это намекает на основателя города маркиза Монтесклароса. Жёлтая полоса и полумесяц были элементами родового герба маркиза. Башня и стена символизирует защиту города от воинственных индейцев. А сломанные стрелы символизируют храбрость последних. Третья четверть представляет город Росарио. На золотом поле с пламенем изображены три бусинки чёток с серебряным крестиком в виде якоря. Золотой фон, чётки и пламя напоминают о легенде основания Росарио. В соответствии с этой легендой, погонщик мулов потерял одного из них. Когда наступила ночь, не найдя мула, погонщик разжёг костёр и уснул. На следующий день, когда, проснувшись, погонщик захотел сотворить молитву, обнаружил, что потерял чётки (rosario по-испански). Они буквально растаяли, а то место, где это произошло, стало местом основания города Росарио, так как здесь были найдены месторождения серебра. В той же четверти сломанные кандалы с капелькой крови. Пламя и разбитые оковы символизируют победы восставших в войне за независимость. Капля крови на белой дороге с зелёной каймой — суть кровь героев на светлом пути к свободе с надеждой (зелёный цвет). Последнюю четверть представляет Масатлан, название которого с ацтекского означает «место оленей». Морской мотив, а жители живут морским промыслом, представляют изображения двух островов, которые носят название «Два брата» («dos hermanos»), и якоря. Покоится герб на корневище, на котором можно прочесть ацтекские слова Coltzin, Huey Colhuacan и Malatl. Венчает герб изображение государственного орла со змеёй в клюве и сопровождаемый кактусом образца 1830-х, когда и был образован штат. Герб был создан художником и учёным-геральдистом Р. Архоной (Rolando Arjona Amabilis) в 1958 и 29 ноября того же года был принят правительством штата. Штат Синалоа не имеет официально утверждённого флага. Часто используется белое полотнище с изображением герба в центре.